# Achtrup
Achtrup (frisó septentrional mooring Åktoorp, danès Agtrup) és un municipi del districte de Nordfriesland, dins l'Amt Südtondern, a l'estat alemany de Slesvig-Holstein. És a 18 kilòmetres de Niebüll i devora la frontera amb Dinamarca. El 31 de desembre del 2023 tenia 1.553 habitants.